# Emui
Dromaius je rod ptica neletačica koji obitava u Australiji. Ima samo jednu živuću vrstu, emua (Casuarius novaehollandiae). 
U prvom izvornom opisu roda iz 1816. Louis Jean Pierre Vieillot koristio je dva općenita naziva, prvo Dromiceius, a potom Dromaius nekoliko stranica kasnije. Drugi naziv je točan, a u konvenciji o taksonomiji piše da je onaj prvi naziv ustvari tipografska pogreška. Većina modernih izdanja, uključujući ono australske vlade, spominje da je Dromaius, zajedno s Dromiceius pravilno pisati, a drugi sinonimi su pravopisne greške (vidi sinonimi u taksokviru). Međutim, Dale Russel je koristio riječ Dromiceius da bi imenovao rod dinosaura Dromiceiomimus.

## Vrste i podvrste
Tri vrste su bile udomaćene prije dolaska europskih doseljenika 1788.:
- Emu (lat. Dromaius novaehollandiae) je jedina živuća vrsta. Naselio je veći dio Australije. Populacija mu je dosta stabilna, a sadrži 630.000-725.000 jedinki. Ima tri podvrste:
  - Dromaius novaehollandiae novaehollandiae- jugoistočna Australija, ima bijele mrlje tijekom sezone parenja
  - Dromaius novaehollandiae woodwardi- sjeverna Australija, tanak, blijeđe obojen
  - Dromaius novaehollandiae rothschildi- jugozapadna Australija, tamnije obojen, nema bijele mrlje tijekom sezone parenja
  - Dromaius novaehollandiae diemenensis- Tasmanija, ime mu je tasmanski emu, izumro oko 1850.
- Emu Klokanovog otoka (lat. Dromaius baudinianus) izumro je oko 1827. zbog lova i učestalih požara.
- Emu Kraljeva otoka (lat. Dromaius ater) do 1805. bio je progonjen do izumiranja od strane moreplovaca. Neke jedinke držane su u zatočeništvu u Parizu. Posljednja izumire 1822.
- Dromaius ocypus prapovijesna je vrsta emua. Opisana je prema fosilima iz kasnog pliocena koji su nađeni u Australiji.